# مسطح (النادرة)

تعديل مصدري - تعديل

مسطح محلة تابعة لقرية بيت الوريصة، التابعة لعزلة الفجرة بمديرية النادرة إحدى مديريات محافظة إب في الجمهورية اليمنية، بلغ تعداد سكانها 53 حسب تعداد اليمن لعام 2004.